# Lubang (eiland)
Lubang is het grootste eiland van de Lubang-eilanden in de Filipijnen. De Lubang-eilanden maken deel uit van de eilandengroep Luzon en liggen zo'n 150 kilometer ten zuidwesten van Manilla.

## Geografie

### Bestuurlijke indeling
Het eiland Lubang maakt deel uit van de provincie Occidental Mindoro. Op het eiland liggen twee gemeenten uit die provincie. De zuidoostelijke helft van het eiland maakt deel uit van de gemeente Looc en de noordwestelijke helft van de gemeente Lubang.

### Topografie
Lubang ligt ten noordwesten van het noordelijke puntje van Mindoro en zo'n 150 kilometer ten zuidwesten van Manilla. Het eiland is zo'n 30 kilometer lang en maximaal 10 kilometer breed. Ten oosten ligt het eiland Ambil, ten zuidoosten het eiland Golo en ten noordwesten het eiland Cabra.

### Natuur
De skink Brachymeles ligtas komt endemisch op het eiland voor.

## Economie
De belangrijkste bron van inkomsten van de eilandbewoners is de visserij. Toerisme wordt gezien als een potentiële andere pijler van de lokale economie, gezien de witte zandstranden.

## Hiroo Onoda
Op 20 februari 1974 werd in de jungle van Lubang een Japanse militair teruggevonden die zich 
na de Tweede Wereldoorlog nog bijna dertig jaar in de jungle verborgen had gehouden, omdat hij weigerde te geloven dat de oorlog was beëindigd. De militair, de Tweede Luitenant Hiroo Onoda wilde zich echter pas overgeven als hij daartoe persoonlijk bevel kreeg van zijn commandant.
De commandant, opgespoord en uit Japan overgekomen, gaf Onoda het bevel de wapens neer te leggen, waarna deze zich ten slotte op 10 maart 1974 formeel overgaf. Onada keerde teug naar Japan, waar hij als een held werd onthaald.